# Dorchuck Glacier
Dorchuck Glacier är en glaciär i Antarktis. Den ligger i Västantarktis. Inget land gör anspråk på området. Dorchuck Glacier ligger 306 meter över havet.
Terrängen runt Dorchuck Glacier är varierad, och sluttar brant österut. Trakten är obefolkad. Det finns inga samhällen i närheten.